# PP -ピアニッシモ- 操リ人形ノ輪舞
『PP-ピアニッシモ-〈操リ人形ノ輪舞〉』は2006年9月29日にInnocent Greyより発売された18禁恋愛アドベンチャーゲームである。

## ストーリー
（出典：）
昭和11年の、二・二六事件をきっかけとして軍国化を進める日本が舞台。主人公・玖藤奏介は東京にあるジャズバー・CADENZAで用心棒兼ピアニストとして働いていた。奏介はある夜、狂気じみた目をした芸妓に襲われる。傷を負いながらも危機を乗り越えて奏介はその場を立ち去る。
しかし翌日に仕事場のバーに出勤した奏介は、昨日の芸妓が惨殺死体で見つかり、奏介は指名手配されていることを告げられる。バーのマスターに「人殺しを雇い続ける訳にはいかない」と言われて奏介は仕事を失う。
見に覚えのない罪のために、追われる身となってしまった奏介。追手から逃げる奏介は、家出少女・白河綾音と出会う。綾音は奏介が嘘を吐いているようには見えないと言い、奏介とともに事件の調査をし始める。

## 登場人物

### メインキャラクター
玖藤 奏介（くどう そうすけ）
声 - 高円寺中埜
本作の主人公。ジャズバーのCADENZAで用心棒かつピアニストとして働いている。唯一の肉親である柚芭と2人で暮らしている。荒れていた時期に、相棒の璃宝に世話になった。
白河 綾音（しらかわ あやね）
声 - 風音
奏介が出会った家出少女。豪農の家に生まれたが、望まない結婚を強要されたために、地方から東京に逃げてきた。現在は寮に暮らしている。街でチンピラに絡まれていたところを奏介に助けられたことがある。それ以後、奏介のよき理解者となった。活発な性格であり、奏介のことを度々振り回す。
橘 美華夏（たちばな みかげ）
声 - うえおかあい
奏介の幼なじみ。雑誌社で働いている。橘家は、関東大震災によって両親を亡くした奏介と柚芭を長く世話してきた。そのため、美華夏と奏介たちは家族同然の間柄である。行動的な性格であり、奏介の無実を証明するために奔走する。
玖藤 柚芭（くどう ゆずは）
声 - 岩田由貴
奏介の妹。橘家で育ったため、美華夏を姉のように思っている。まだまだ兄に甘えたい盛りの少女である。奏介が指名手配され、どうにかして役に立ちたいと考える。しかし、自分が何もできないことに気が付き、歯痒い思いを抱いている。
韮崎 璃宝（にらさき りほう）
声 - 南雲涼
奏介の相棒のジャズシンガー。CADENZAで働いている。上海事変から逃れて日本にやってきたという苦労人。性格はさっぱりとしており、奏介とも割り切った関係を持っている。
御巫 久遠（みかなぎ くおん）
声 - 井村屋ほのか
奏介がバーの閉店後に出会った少女。幼い容姿をしているが、大人のように理知的に話す。素性は謎に包まれている。
相馬 葵（そうま あおい）
声 - 手塚まき
謎の組織・清鳳会で働く女性。サディストであり、奏介を囲い込もうとする。
高梨 千花（たかなし ちか）
声 - 草柳順子
CADENZAで働く女給。実の親に売られたというつらい過去持つ。奏介のことを恐れているが、彼の心根は優しいと信じている。

### サブキャラクター
菱谷 琢磨（ひしや たくま）
声 - 富士爆発
捜査課の刑事。奏介とは犬猿の仲であるが、昔一緒に不良をやっていた時期もあり、奏介が殺人を犯したことを信じていない。
護堂 弦一郎（ごどう げんいちろう）
声 - 堀畑靖
CADENZAのマスター。指名手配犯となった奏介を即座に解雇するも、何かと面倒を見てくれるよき理解者。普段は口数が少ないが、打ち解けた人間にはよく話をする。
逢禅寺 清正（おうぜんじ きよまさ）
声 - 厳蝉秋
陸軍大佐という経歴を持ち、現在は清鳳会の長を務めている。軍隊にいたためか、熱血漢である。
熊坂 謙吾（くまさか けんご）
声 - 富士爆発
清鳳会に所属するチンピラ。ロリコン気質な、葵の部下である。
各務 八郎（かがみ はちろう）
声 - 機知通
清鳳会に所属するチンピラ。見掛け倒しの男で、葵の下僕である。
荒田 大作（あらた だいさく）
声 - 機知通
神楽坂や九段坂周辺に現れる謎の男。長く警視庁に努めていたが、暴行疑惑で解雇された。

## 主題歌
- オープニングテーマ「蝶」
  - 歌 - 霜月はるか / 作詞 - 六浦館 / 作曲 - MANYO / 編曲 - ms-jacky
- 挿入歌「all the way」
  - 歌 - Aya / 作詞 - 上條貴史 / 作曲 - MANYO / 編曲 - MANYO
- エンディングテーマ「distance」
  - 歌 - 霜月はるか / 作詞 - 六浦館 / 作曲 - MANYO / 編曲 - MANYO

## 関連商品
- PP ピアニッシモ -操リ人形ノ輪舞- ビジュアル・ガイドブック[8]

本作のビジュアルファンブック。2007年2月発行。ISBN 9784861763786。